# Vasile Lupu (deputat)
Vasile Lupu (n. 3 septembrie 1950, orașul Liteni, județul Suceava) este un jurist și om politic român, care a fost ales ca deputat de Iași în legislaturile 1992-1996 și 1996-2000 pe listele partidului PNȚCD. Vasile Lupu a absolvit Facultatea de Drept din Iași. În legislatura 1996-2000, Vasile Lupu a fost membru în grupurile parlamentare de prietenie cu Republica Populară Chineză și Republica Belarus. 

## Copilărie
La 3 septembrie 1950, se naște într-o familie de țărani, Vasile Lupu, al optulea copil dintre care doar trei mai erau în viață. La botez, preotul satului cere părinților să renunțe la numele de Vasile pentru că băiatul dă semne de om cu viitor și numele de țăran îl va stingheri la oraș. Atunci tatăl ripostează: Părinte, la primul i-am pus numele Gheorghe, acesta să fie Vasile. ,,De-or fi țărani proști, nu le-a sta rău cu numele. De s-or ridica în societate, lumea va găsi cum să-i alinte”. Cum preotul nu se lasă convins, intervine mama acestuia: „Să rămână numele Vasile, părinte. În cinstea Sfântului Vasile cel Mare, legiuitorul sfinților, poate a face și pentru noi țăranii o lege dreaptă”. Și așa, de mic copil, părinții i-au băgat în cap că trebuie să facă o lege pentru țărani.
Înainte de a fi împlinit cinci ani, printr-o înscenare securistă, tatăl lui Vasile Lupu, a fost condamnat, nevinovat, la doi ani de închisoare și, în consecință, pentru patru ani, a luat calea pribegiei.

## Educație
Elev în școala din satul Corni, comuna Liteni, județul Suceava, trăiește drama colectivizării. Înscrierea țăranilor în colectiv se făcea într-o sală de clasă în clădirea școlii și urletele țăranilor bătuți străpungeau inimile copiilor lor. Rămâne la școala din sat până în clasa a VIII-a, iar  în clasa a X-a este adus de fratele său, Gheorghe Lupu, judecător pe atunci, la Liceul Mihai Eminescu din Iași. Acolo dobândește o cultură solidă, chiar dacă notele nu totdeauna o indicau și în 1969 este admis printre primii la Facultatea de Drept din Iași. În ultimul an de facultate, o delegație de la București din Ministerul de Externe a venit să selecteze tineri pentru diplomație. I se propune și tânărului Vasile Lupu, care visa demult o asemenea șansă. La condiția de a deveni membru PCR, refuză și se hotărăște pentru avocatură.
Cu gândul la țăranii lui chinuiți de munca în c.a.p., la absolvire în 1973, devine avocat la Baroul Suceava. După numai 3 luni de avocatură se lămurește cu justiția românească, care trimitea la pușcărie țăranul pentru o traistă de știuleți de porumb sau pentru că sacrifica vițelul de la vaca din bătătură.  Și din această experiență se cristalizează dorința de a lupta pentru înlăturarea regimul comunist.
Fostul lui profesor și rector al Universității din Iași, Mihai Todosia, îl invită pe un post de cercetare la Academia Română Filiala Iași. Ocupă postul prin concurs și va rămâne pe acest post până la pensionare. În toamna anului 1974 este înrolat în armată la Școala de ofițeri în rezervă Bacău. După 6 luni primește gradul de sublocotenent, i se oferă catedră militară în armată și mai târziu un post în justiția militară, dar preferă să rămână cercetător la Centrul de Științe Sociale al Academiei Române Filiala Iași.
În anul următor este admis la doctorat la profesorul Ichil Benditer, specialitatea drept constituțional. Își face stagiul la doctorat și urmează cursurile intensive de limbă engleză și germană la Facultatea de Filologie din Iași. Cu limbile franceză și rusă studiate la școala gimnazială și liceu, la 28 de ani era atestat la patru limbi străine.
Când veni vremea să își susțină teza de doctorat „Coordonarea și sistematizarea legislației”, conducătorul Ichil Benditer face o vizită în Occident de unde nu se mai întoarce. După mai multe demersuri este preluat de profesorul Ioan Ceterchi, unul din cei mai cunoscuți profesori de drept din țară, care era președintele Consiliului Legislativ, ulterior devenind Ministrul Justiției. Când a venit timpul susținerii tezei de doctorat, profesorul Ioan Ceterchi a fost numit ambasador la Stockholm. În plus a venit și interdicția susținerii tezei de doctorat în științele sociale de către candidații care nu erau membrii de partid.
După Revoluție, profesorul Ioan Ceterchi revine la catedră unde este primit cu ostilitate de către studenți. Într-o dureroasă dezamăgire, se îmbolnăvește și moare.

## Activitatea politică
Primele zile ale Revoluției din Decembrie 1989 îl găsesc pe Vasile Lupu organizând, împreună cu fratele său, filiala PNȚCD Iași. Până la mineriada din 15 iunie 1990 înfruntă șicanele și atacurile noi puteri. În iulie 1990, este admis la Institutul Internațional pentru Drepturile Omului „René Cassin” din Strasbourg unde urmează un curs de o lună de zile. După Strasbourg, în august-septembrie 1990, participă la un dialog Est-Vest la Aarhus în Danemarca. Cu aceste ocazii, stabilește mai multe contacte cu politicieni din Occident.
În primăvara lui 1992, este ales consilier județean în Iași. În sfârșitul aceluiași an, este ales membru în Camera Deputaților. Încă de la început, lansează și insistă pe obligația statului român de restituire a proprietăților confiscate de regimul comunist. În ianuarie 1996, este ales vice-președinte al Camerei Deputaților. În legislatura 1996-2000, funcționează ca vice-președinte al Camerei Deputaților, conducând cele mai importante dezbateri legislative în Parlament.
Din 1994 și până în 2000 este desemnat membru în delegația parlamentară română la Consiliul Europei. În perioada 1998-2000 conduce delegația.
În APCE, realizează două mari deziderate. Alături de alți membri români și străini, sprijinit de Walter Schwimmer, secretar al APCE din partea partidelor populare și creștin democrate și raportor pentru România, deși reprezenta majoritatea guvernamentală din Parlamentul României, obține, cu ajutorul grupului partidelor populare și creștin democrate, Rezoluția 1123 din aprilie 1997, care obligă statul român să modifice legile restituirii proprietăților, de natură a asigura principiul restitutio in integrum. A doua realizare în activitatea de la Strasbourg a fost obligarea statelor membre fost comuniste să legifereze accesul la dosarele serviciilor secrete comuniste. Cu documentele Consiliului Europei în spate, în România, cu toată opoziția Partidului Democrat, membru în coaliția guvernamentală, promovează Legea 169/97, care corectează pe cât posibil legea 18/1991 de restituire a proprietăților funciare și Legea 1/2000, mai radicală, care a rămas cunoscută ca „Legea Lupu”. Nici cu această ultimă lege nu s-a definitivat reglementarea definitivă a restituirii proprietăților. Aceasta se va realiza prin Legea nr. 247/2005 când Vasile Lupu va coordona, angajat de Guvernul Tăriceanu, reglementarea restituirii integrale a proprietăților. Din păcate, legile ,,Lupu” s-au aplicat doar în proporție de 30%, cele mai bune terenuri ajungând la clientela politică și la interlopi.
În toată activitatea politică și legislativă, s-a luptat pentru restituirea Fondului Bisericesc din Bucovina. A fost consilierul juridic al IPS Pimen. Lăcomia politicienilor, corupția din justiție și trădarea capilor Bisericii Ortodoxe a finalizat această luptă cu un jaf suplimentar al Arhiepiscopiei Sucevei și Bucovinei, obligată la cheltuieli de judecată greu de imaginat.
La fel, a fost promovată și legea privind accesul la dosarele securității. Acuzat de impostori că a colaborat cu Securitatea în timpul regimului comunist, se înconjoară de un grup de parlamentari cu care aduce proiectul de lege Ticu Dumitrescu de la Senat la Camera Deputaților. Reușește să promoveze această lege care, din păcate, sub următoarea guvernare a fost aplicată mereu tendențios. Oricum Vasile Lupu a dovedit că nu a colaborat cu securitatea.
Legile propretății și celelalte inițiative PNȚCD au fost sabotate în aplicare de adversarii politici, de aliați și chiar de membrii din interior. Rezultatul a fost pierderea alegerilor și neintrarea în parlament a PNȚCD în anul 2000.
La începutul anului 2001, în afara parlamentului, conducerea PNȚCD-ului la vârf a fost preluată prin Congres de către profesorul Andrei Marga, președinte, Vasile Lupu prim-vicepreședinte și Cătălin Chiriță, secretar general. Echipa din București și cu ajutor din afară preia conducerea PNȚCD-ului cu Victor Ciorbea în frunte, profesorul Andrei Marga fiind determinat să demisioneze, iar Vasile Lupu fiind exclus din partid.
Încercările ulterioare de a restabili partidul au eșuat. Vasile Lupu a revenit la avocatură punându-se în slujba foștilor proprietari dezmoșteniți și a cercetării științifice. În anul 2005, obține titlul de doctor în drept constituțional, magna cum laude a Universității din București. Timp de șapte ani predă, Legislație Funciară și Drept Cadastral la Facultatea Hidrotehnică de Geodezie și Cadastru a Institutului Politehnic Iași. Publică circa optzeci de studii și articole și scoate volumul Independență și responsabilitate în activitatea magistraților. În 2015 se pensionează, retrăgându-se din toate activitățile profesionale. În prezent s-a dedicat scrisului.